# Klemm Kl 35
El Klemm Kl 35 fue un aparato de entrenamiento deportivo alemán diseñado por la empresa Klemm Leichtflugzeugbau Gmbh y desarrollado como sucesor del Kl 25, con el que compartía la misma planta motriz y el ala cantilever de implantación baja, estribando su principal diferencia en la introducción de un diseño alar en forma de ala de gaviota invertida.

## Descripción
Monoplano monomotor cantilever con ala en forma de gaviota invertida de implantación baja, con tren de aterrizaje clásico fijo con barras de torsión y neumáticos simples en el tren principal y patín de cola metálico en el tren trasero, con el fuselaje fabricado con planchas y tubos de acero y revestimiento de aleación metálica, las alas y superficies de control fabricados en madera, con refuerzos en metal y recubrimiento textil de las superficies aerodinámicas, dotado de cabina de mando abierta y superficies de control clásicas, con timón de dirección y profundidad accionados mediante cable de mando y localizados en una unidad de cola simple con recubrimiento textil de las superficies de control.

## Desarrollo
El Kl 35 se diseñó como un aparato de entrenamiento biplaza con plena capacidad acrobática, siendo desarrollado en 1934. El prototipo Kl 35a voló en 1935 propulsado por un motor Hirth HM 60R de 80 cv. El segundo prototipo, el Kl 35b, estaba equipado con un Hirth HM 504A-2 de 105 cv, que fue también la planta motriz de la versión inicial de serie Kl 35B. También estaba disponible la versión con flotadores de madera o metálicos Kl 35BW. Fue presentado por primera vez en público durante el Salón Internacional Aeronáutico de Milán, en octubre de 1935, donde encontró rápidamente compradores privados. Bajo las directrices del RLM, y la supervisión del Dipl. Ing. Friedrich Fecher, partiendo del diseño del Kl 25 como punto de partida y siguiendo el método de fabricación preferido por el RLM por esas fechas, denominado “Gemischtbauweise”, en el cual se fabricaba el fuselaje en metal mientras que las alas y superficies de control se fabricaban en madera, con recubrimiento textil, para ahorrar materiales estratégicos, en 1938 se desarrolló el mejorado Kl 35D para su uso como entrenador primario por la Luftwaffe y del que se realizó una amplia producción en serie. Esta versión tenía tren de aterrizaje reforzado, ya fuese, de flotadores, esquíes o ruedas. Inicialmente estaba propulsado por un motor en línea Hirth HM60R de 80 cv

## Producción
El RLM realizó en julio de 1936 un pedido de 23 aparatos, con fecha de entrega entre julio y septiembre de 1937. Por esas fechas Klemm tenía previsto incrementar el ritmo de producción de su factoría a 3 ejemplares por mes, ya que estaba fabricando el Fw 44 , bajo licencia de Focke-Wulf en sus instalaciones.
El RLM, consciente de los hechos, estaba buscando un subcontratista para producir el Kl 35 bajo licencia, eligiendo a Fieseler, que ya se había hecho cargo de los trabajos de construcción del entrenador biplano Heinkel He 72  y del bimotor polivalente Focke-Wulf Fw 58 Weihe , además del Fieseler Fi 156 en la planta de Kasseler. Se realizaron más pedidos, totalizando 1.386 aparatos, sumado a las nuevas variantes introducidas en producción.
La producción en la fábrica Fieseler acabó en noviembre de 1939, tras completar 365 aparatos; el RLM trasladó la licencia de producción a la firma Zlin, en Otrokovice, Checoslovaquia en manos alemanas con el nuevo nombre de Zlínské Leteché závody que construyó entre 1939 y 1942, 323 unidades.
La fabricación fue cancelada en mayo de 1943, alcanzando un total de 1.302 aparatos producidos para la Luftwaffe y otras fuerzas aéreas, incluyendo la rumana, húngara, eslovaca y sueca The Flygvapnet bought several,  designated Sk 15, for training use (at least five of those seaplanes) and in 1941 began licence production, building about 74 more,. Historiadores occidentales estiman que la cifra de 700 aviones producidos para el sector civil podría ser exagerada.

## Operadores
Alemania
- Luftwaffe

 Hungría
- Fuerza Aérea Húngara

 Checoslovaquia
- Fuerza Aérea Checoslovaca en la postguerra

 Lituania
- Fuerza Aérea Lituana empleó tres aparatos.[1]

 España
- Ejército del Aire de España.

 Eslovaquia
- Fuerza Aérea Eslovaca Insurgente

 Hungría
- Fuerza Aérea Húngara

 Rumania
- Real Fuerza Aérea Rumana

 Suecia
- Fuerza Aérea Sueca

## Variantes
Kl 35aPrimer prototipo, propulsado por un motor lineal Hirth HM 60R de 60-kW (80-cv)
Kl-35bSegundo prototipo, equipado con motor Hirth HM 504A-2 de 105 cv
Kl 35BVersión de producción inicial, propulsado por el mismo motor que el Kl 35b
Kl 35BWVersión hidroavión, con flotadores incorporados.
Kl 35DVersión mejorada, equipada con tren de aterrizaje triciclo, motor Hirth HM 60R de 80 cv y opción de tren de aterrizaje equipado con esquíes, flotadores o ruedas apareció en 1938.
Kl 106Desarrollo del Kl 35D, propulsado por un motor Hirth HM 500 de 100 cv  para una posible licencia de producción en los Estados Unidos.
Sk 15Designación de la “Flygvapnet” (Fuerza Aérea Sueca) del Kl 35.

## Supervivientes

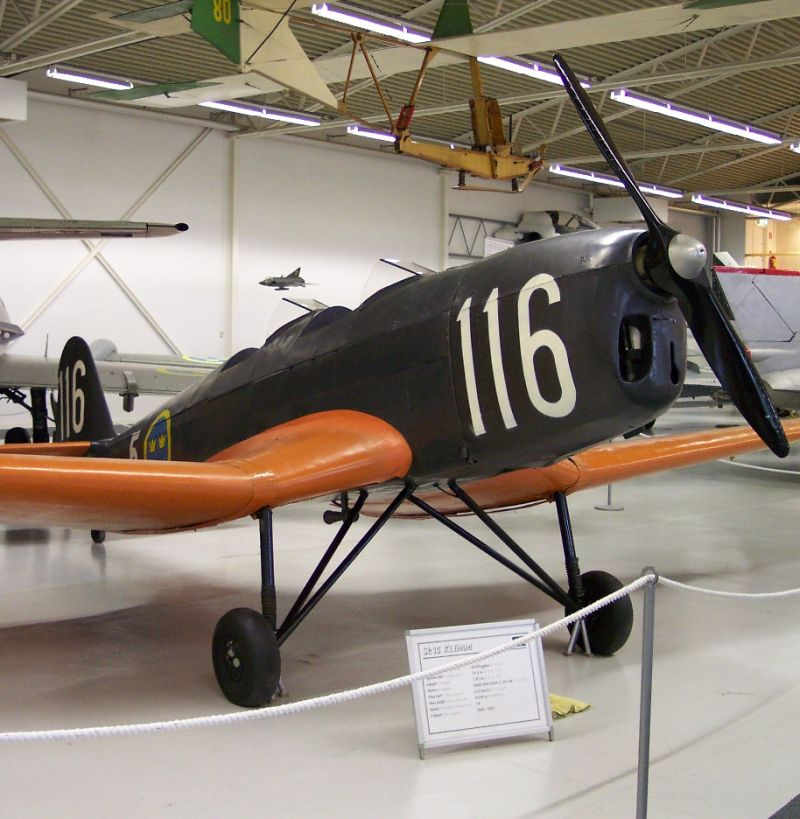
Klemm Kl35

No se conoce ningún aparato perteneciente a la Luftwaffe que haya sobrevivido hasta la actualidad, pero hay unos ejemplares preservados que fueron empleados por la Flygvapnet. Algunos aparatos continuaron en servicio hasta 1951.
- Klemm Kl 35D ' 'D-EQXDex G-KLEM comprado y operado por Peter Holloway en Old Warden, Bedfordshire, UK. vendido a Alemania.[2][3]
- Kl 35D SE-BGA voló de nuevo casi 50 años más tarde, el 19 de diciembre de 2009. Tiene su base en Håtuna, cerca de Estocolmo.[4]
- Klemm Kl 35D D-EHKO, Werk-Nr 1854
- Klemm Kl 35D D-EFTY, Werk-Nr 1642, el único superviviente alemán

## Especificaciones (Kl 35D)

### Características generales
- Tripulación: 2
- Longitud: 7,50 m
- Envergadura: 10,40 m
- Altura: 2,05 m
- Superficie alar: 15,20 m²
- Peso vacío: 460 kg
- Peso máximo al despegue: 750 kg
- Planta motriz: 1× Motor lineal de 4 cilindros invertido, refrigerado por líquido Hirth HM 60R.
  - Potencia:
- Hélices: 1× Bipala por motor.

### Rendimiento
- Velocidad máxima operativa (Vno): 212 km/h
- Velocidad crucero (Vc): 190 km/h
- Alcance: 665 km (con carga interna de combustible).
- Techo de vuelo: 4.350 m

### Aeronaves similares
- Bölkow Bo 207
- Klemm Kl 25
- Klemm Kl 107
- Miles Magister